# Aline (Oklahoma)
Pour les articles homonymes, voir Aline.
La ville américaine d’Aline est située dans le comté d'Alfalfa, dans l’État de l'Oklahoma, au sud de Cherokee. Sa population s’élevait à 207 habitants lors du recensement de 2010, estimée à 219 habitants en 2015.

## Source
- (en) Cet article est partiellement ou en totalité issu de l’article de Wikipédia en anglais intitulé « Aline, Oklahoma » (voir la liste des auteurs).